# 斑點雅雀鯛
斑點雅雀鯛，為輻鰭魚綱鱸形目鱸亞目擬雀鯛科的其中一種，分布於西澳大利亞及昆士蘭海域，深度可達30公尺，本魚頭部及軀幹有藍色小斑點，背鰭硬棘3枚、背鰭軟條22-24枚，臀鰭硬棘3枚，臀鰭軟條12-14枚，體長可達8公分，為亞熱帶海水魚，棲息在沿岸礁沙混合的水域，生活習性不明，可做為觀賞魚。